# Molières (Tarn-et-Garonne)
Molières ist eine französische Gemeinde mit 1.274 Einwohnern (Stand: 1. Januar 2022) im Département Tarn-et-Garonne in der Region Okzitanien. Die Gemeinde liegt im Arrondissement Montauban und ist Teil des Kantons Quercy-Aveyron (bis 2015: Kanton Molières). Die Einwohner werden Molièrains genannt.

## Geografische Lage
Molières liegt etwa 19 Kilometer nördlich von Montauban. Umgeben wird Molières von den Nachbargemeinden Castelnau Montratier-Sainte Alauzie mit Castelnau-Montratier im Norden, Montfermier im Nordosten, Montpezat-de-Quercy im Osten und Nordosten, Auty im Osten, Saint-Vincent im Südosten, Mirabel im Süden, Puycornet im Südwesten sowie Labarthe im Westen.
Durch die Gemeinde führt die frühere Route nationale 659.

## Geschichte
Die Bastide von Molières wurde 1270 gegründet.

## Einwohnerentwicklung
| Jahr      | 1962  | 1968  | 1975  | 1982  | 1990  | 1999  | 2006  | 2013  |
| --------- | ----- | ----- | ----- | ----- | ----- | ----- | ----- | ----- |
| Einwohner | 1.319 | 1.378 | 1.320 | 1.174 | 1.028 | 1.044 | 1.072 | 1.245 |

## Sehenswürdigkeiten
- Kirche Nativité-de-Notre-Dame aus dem 13. Jahrhundert
- Kirche Saint-Germain-d'Auxerre in Espanel aus dem 15. Jahrhundert
- Kirche Saint-Amans in Saint-Amans
- Kirche Sainte-Arthémie in Saint-Arthémie aus dem 18. Jahrhundert
- Kirche Saint-Christophe in Saint-Christophe
- Kirche Saint-Nazaire in Saint-Nazaire aus dem 16. Jahrhundert, Monument historique seit 1979
- Kapelle Saint-Paul in Saint-Paul-de-Fustin